# 第九征空騎兵師團
『第九征空騎兵師團』（だいくせいくうきへいしだん）は、藤崎了士による日本の漫画作品。メカデザインは藤岡建機。講談社『週刊少年マガジン』にて2009年20号から2009年52号まで連載されていた。作者は最終話の雑誌巻末コメントで続きを書くと述べている。
大災害により核兵器が封じられ、代わりに無数のWB（ウォーバード）と呼ばれる戦闘機が空を飛び交うようになった21世紀中頃の未来世界を舞台に、「千機眼」という特殊な眼と視力を持つ高校生が活躍する物語。話数は#○○。

## あらすじ
伊王野アカツキはケンカっ早くて直情的な中学生。相手の動きが手に取るようにわかる程の動体視力でケンカでは負け無しだが、それだけに不良たちとはいさかいが絶えず、同い年の親友にして飛び級で中学の教師になった天才、斉武翼を悩ませていた。一方日本國空軍の二佐であるアカツキの父あさひは「千機眼」と呼ばれる特殊能力者を軸とする極秘計画に関わっていた。
ある日アカツキは、普段から無愛想な性格で不良に容赦ない翼を逆恨みした不良たちが大勢で翼を襲う悪巧みを知り、助けに向かう。凶器まで用意した不良数十人を相手におとなしい性格で、過去に自分がイジメられても「暴力の連鎖を生むだけ」とアカツキが助けに来るまで無抵抗だった翼が危ないと思い、不良たちのアジトに駆け込む。しかし、そこでアカツキは翼が不良たちをたった一人で返り討ちにし、しかもそれが自分をも超える動体視力によるものと知ってしまう。
何で弱い振りをしていたと激昂するアカツキを前に翼は「この目はケンカのために使うものではない」と語り、さらにアカツキの持つ力を「必ずこの国にとって素晴らしい力になる」と言う。それから一週間後、翼は元々住んでいたガリメア共和国へ旅立とうとしていた。空港で翼は自分が5年越しに続けてきた研究をバックアップしてくれる所が見つかったとアカツキに説明、さらにかつて交通事故死したタヌキのポンを再現したロボットを渡し、ガリメアへと旅立っていった。
そしてその日の空も、一面にWBが飛んでいた。

## 登場人物

### 日本國
伊王野アカツキ（いおの アカツキ）
この物語の主人公。#0時点では中学生で、#1以降は高校に通いつつ日本國空軍にWBパイロットとして所属している。階級は二等空士。視界の中の全てを正確に見ることのできる「千機眼」能力者。それ故日本國空軍にとっては「最重要機密」であるのだが、ケンカっ早い性格から父あさひを含む回りの人間の忠告を無視して暴走することも多い。
伊王野あさひ（いおの あさひ）
アカツキの父で、東京湾海上基地の基地司令を勤める日本國空軍将校。階級は二佐。「千機眼」に関する極秘計画を任されるだけの頭脳を有するが、普段はとぼけた表情や言葉遣いが多い。アカツキの千機眼能力を漏らさないよう気を配っているが、当のアカツキが静止を無視して飛び出す上、敵国ガリメアが諜報戦の分野でも「実戦慣れ」しているので、その努力は半ば無に帰している。
ポン
#0後半で翼からアカツキへと渡されたタヌキ型ロボット。かつてアカツキの家に迷い込んでからアカツキや翼と共に「三兄弟」を成していたが、それから2年後に交通事故で命を失ったタヌキのポンをモデルに翼が作り上げた。その外見は生前のポンと瓜二つで、擬似的に感情も有しており、アカツキの手を見ると噛む癖まで再現されている。
矢納隼人（やのう はやと）
日本國空軍の一尉で基地のチーフエンジニア。アカツキとは翼がガリメアに帰国してから知り合い、かつてのアカツキと翼のごとき友情関係を築いている。空軍きっての技術者であり、赤凰の機体プログラムに関わっている他、リアの左腕も彼が作った。
リア・カークライト
外国人の少女ながら、日本國空軍の空中空母部隊に所属するパイロット。ある命令を受けアカツキを護衛するが、私物の中に赤凰の資料が混入していたのを発見され、あさひからガリメアに通じるスパイ容疑をかけられてしまう。
左腕は矢納が作った機械仕掛けの義手で、銃弾にも耐えられる強靭さと装甲車をひっくり返すほどの怪力を誇る。

### ガリメア共和国
人名が○○/××の場合、○○が日本名、××がガリメア名である。
斉武翼（せいぶ つばさ）/ツバサ・セイブ
父の死を機にガリメア共和国から来日し、父があさひの古い友人だった関係で伊王野家に居候していた少年。同い年のアカツキと友情を深める一方で、アカツキが千機眼能力をケンカに軽々しく使うことには警鐘を鳴らしていた。アカツキと同じ千機眼保持者。#0より5年前（逆算していくと7歳か8歳頃）の時点ですでにガリメアの大学院を卒業し、博士号まで有する天才。来日後はアカツキと同じ小学校に通っていたが、卒業後は生徒ではなく教師としてアカツキと同じ中学に通っていた（ちなみに肩書きは理科講師）。
ガリメアからの誘いを受け帰国した後、アカツキの手紙に一通の返事を出したきり、音信不通になっていたが、最終話の最後のほうでガリメア共和国大統領からの信任の厚い、ガリメア共和国空軍准将となっていたことが判明した。
キーラン・グランディソン
ガリメア共和国空軍大佐。日本國空軍が保有する最重要機密こと、アカツキと赤凰の強奪計画を指揮する。秘密裏に諜報活動を進める一方で、ガリメアが関わる痕跡を残さぬべくあえて多くの国で採用されている旧式WBでアカツキと交戦し、アカツキの戦闘能力を計る。
古くはアメリカ合衆国空軍の、ガリメア率いる部隊に属しており、ガリメア共和国誕生のきっかけとなるクーデター時から第一線で活躍する古株の敏腕パイロット。
蒼井かるら（あおい かるら）/カルラ・アオイ
日系ガリメア人のガリメア共和国空軍少佐。キーランの部下。人間のわずかな動きから心を読み、先の行動を読む「心機眼」能力者。その能力に加えパイロットとしても、生身の白兵戦や諜報活動においても優れた能力の持ち主だが、反面性格は無邪気かつ残忍で、幼稚な言動や敵味方関係無い殺人衝動が目立つ。
キーランの進める最重要機密強奪作戦に興味を抱き、本来アカツキに対する諜報活動に従事する日系ガリメア人の諜報員を殺害して自らアカツキの通う高校に冴えない気弱な学生を装って潜入する。校内では弱気な態度でアカツキに付き纏うが人目が無い場所では本来の残忍な面を露にし、過去にとある戦闘で遭遇したリアにも執着する。
名前のかるらは神を乗せて飛ぶ神鳥ガルーダの日本名（より正確には迦楼羅）であり、ガルーダの異名を持つ戦場で知らない者はいないというエースパイロット。
普段は軽い口調で、表記されている台詞の語尾にハートマーク（白と黒の2種類）が付いているのが特徴だが、真剣な状態の時はそうしたものが一切無い。
フィンレイ
ガリメア共和国空軍のキーラン率いる部隊に属するWBパイロット訓練生。まだ幼さの残る少年兵であるが、訓練で優秀な成績を収めたことからその腕をキーランに見込まれ、実戦機のパイロットとして日本への偵察任務を行う部隊に加わった。強い愛国心を持ち、ガリメアの為に命を捧げることも、敵を殺すことも当然と考えていたが、アカツキと出会ったことでその信念は大きく揺らいでいく。
R・ガリメア
ガリメア共和国建国者。古くはアメリカ合衆国空軍の准将だったが、国の未来を憂いてキーラン達直属の部下を率い決起。当時実用化されたばかりのWBを中心とする航空戦力だけでアメリカ合衆国全軍を圧倒し、アメリカの支配権を掌握。国名を「ガリメア共和国」へと改め、世界を伺う超巨大軍事国家へと作り変えた。

## 登場兵器

### 日本國
赤凰（せきおう）
本作の主役WB。千機眼能力者が搭乗する事を前提に開発されており、千機眼能力者であるアカツキでなければその力を発揮できない。その特性から機体自体が最重要機密扱いである。
武装は従来のWBとは異なり、機体各所に設置されたレーザー砲、剣状のガンポッド・ブレードから発射する誘導機能を有する球状の高エネルギー弾といった、日本國空軍が秘密裏に実用化していた光学兵器を装備。これらの武装はアカツキの千機眼能力でなければ扱えない「千機眼システム」によって制御されており、同システムが未完成の段階では通常飛行や戦闘機動こそ可能なものの、一切の攻撃が不可能だった。
白燕（びゃくえん）
日本國空軍の主力WB。機体性能は可もなく不可もないが、キーラン率いる部隊との空戦では性能以上にパイロットの実戦経験の差が大きく響き、短時間で多数の機が撃墜された。
九頭紋（くとうもん）
日本國空軍に所属する空中空母。リアが元々所属していた部隊の母艦。

### ガリメア共和国
ヴァルチャー
WB型戦闘機の第2世代に当たる戦闘機ですでに時代遅れとなりつつあるが世界ではいまだ2000機以上が稼動しておりパイロットの腕次第ではまだまだ使える機体である。諸外国への輸出には「ロビンズ」と言う名称が使われている

## 書誌情報
- 講談社少年マガジンKC
  1. 2009年7月17日刊行 ISBN 978-4-06-384167-1
  2. 2009年9月17日刊行 ISBN 978-4-06-384191-6
  3. 2009年11月17日刊行 ISBN 978-4-06-384217-3
  4. 2010年1月15日刊行 ISBN 978-4-06-384239-5